# Göteborgs baptistförsamling
Göteborgs baptistförsamling är en baptistisk kristen församling, som bedriver verksamhet utifrån Tabernaklet, i centrala Göteborg. Församlingen driver Café Trappanér för hemlösa och socialt utsatta människor.
Den nuvarande församlingen bildades 1970 och är ansluten till Equmeniakyrkan och sedan 2015 även till Evangeliska frikyrkan.

## Tidigare och aktuella baptistförsamlingar i Göteborg
- Göteborgs första baptistförsamling (Göteborg I) bildades 1861 och hade starka band med Sveriges första baptistförsamling som bildades söder om Göteborg 1848. Flera andra frikyrkoförsamlingar i Göteborg har sina rötter i Göteborgs första baptistförsamling.

- Göteborgs andra baptistförsamling bildades 1896. Dess kyrka var Linnéakyrkan som invigdes den 20 november 1903 och i januari 1971 hölls den sista gudstjänsten där. Nuvarande verksamheten i lokalerna kallas Linnéahuset.

- Göteborgs tredje baptistförsamling bildades 1897 och kyrkan i Gårda hade namnet Elim.

- Göteborgs fjärde baptistförsamling bildades 1903 och kyrkan på Djurgårdsgatan i Majorna hette Betel. Omkring 1920 lämnade man Svenska baptistsamfundet och blev  en Örebromissionen-församling. Ett antal medlemmar i Betel startade 1922 Pingst-församlingen Smyrnakyrkan. Numera (sedan 2004-2012) heter Betel Matteuskyrkan Majorna och församling är dubbelansluten till både frikyrkan via EFK och Svenska kyrkan via EFS.

- I Haga fanns tidigt Baptistsalen i Haga.[1]